# Texas Rangers

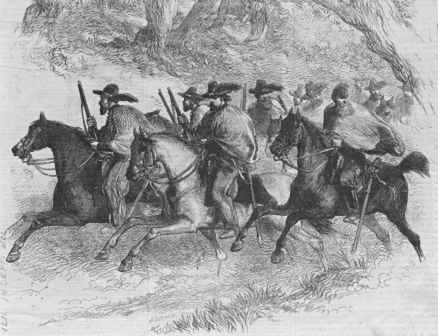
Kresba Texas Rangers, kolem roku 1845

Texas Ranger Divison, obvykle pouze Texas Rangers, je policejní složka s působností v celém státu Texas, má sídlo v městě Austinu.
Tato policejní organizace vznikla v roce 1823 jako ozbrojený ochranný oddíl (zejména proti útokům komančů) při druhé kolonizaci Texasu z iniciativy Stephena Fullera Austina. Oficiálně byli založeni jako ozbrojený bezpečnostní útvar v roce 1835. V průběhu doby měl útvar různé role, především vyšetřoval zločiny od vražd až po politickou korupci, ale působil i jako pořádková policie a ochranka guvernéra, stíhal uprchlé zločince a v období Texaské republiky (1836–1845) a mexicko-americké války (1846–1848) vystupoval i jako nepravidelné vojsko.
Od roku 1935 plní funkci státního úřadu pro vyšetřování (SBI) státu Texas.

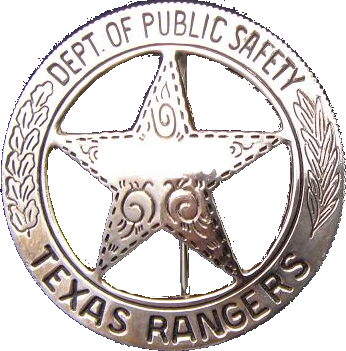
Odznak Texas Rangerů

Nejznámějším Texas Rangerem je (nejdřív v seriálu Walker, Texas Ranger, od 2. prosince 2010 je čestným Texas Rangerem i ve skutečnosti) Chuck Norris.